# بينات لوي هاربر
بينات لوي هاربر (بالإنجليزية: Peanut Louie Harper)‏ مواليد 15 أغسطس 1960 في سان فرانسيسكو، هي لاعبة كرة مضرب أمريكية سابقة وكانت تلعب باليد اليمنى. أعلى تصنيف لها في الفردي كان المركز الـ 19 في سنة 1985.

## النهائيات

### الفردي (الألقاب 2, الوصافة 1)
| الحصيلة | الرقم | التاريخ        | الدورة                    | الأرضية | المنافس في النهائي | النتيجة في النهائي |
| ------- | ----- | -------------- | ------------------------- | ------- | ------------------ | ------------------ |
| الوصافة | 1.    | 21 ديسمبر 1980 | الولايات المتحدة          | سجاد    | تريسي أوستين       | 2–6, 0–6           |
| الفوز   | 2.    | 29 أبريل 1984  | جنوب أفريقيا              | صلبة    | رينيه أويس         | 6–1, 6–4           |
| الفوز   | 3.    | 20 يناير 1985  | فرجينيا، الولايات المتحدة | سجاد    | زينا غاريسون       | 6–4, 4–6, 6–4      |

## روابط خارجية
- بينات لوي هاربر على موقع رابطة محترفات التنس (الإنجليزية)
- بينات لوي هاربر على موقع الاتحاد الدولي لكرة المضرب (الإنجليزية)
- بينات لوي هاربر على موقع بطولة ويمبلدون (الإنجليزية)
- بينات لوي هاربر على موقع خلاصة التنس.كوم (الإنجليزية)